# Гартленд (геополітика)

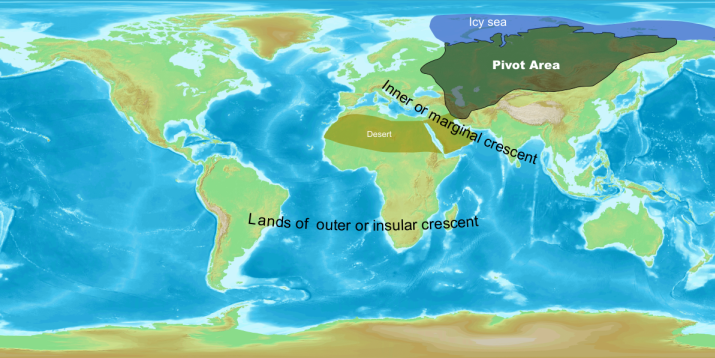
Сучасний варіант зображення Гартленду

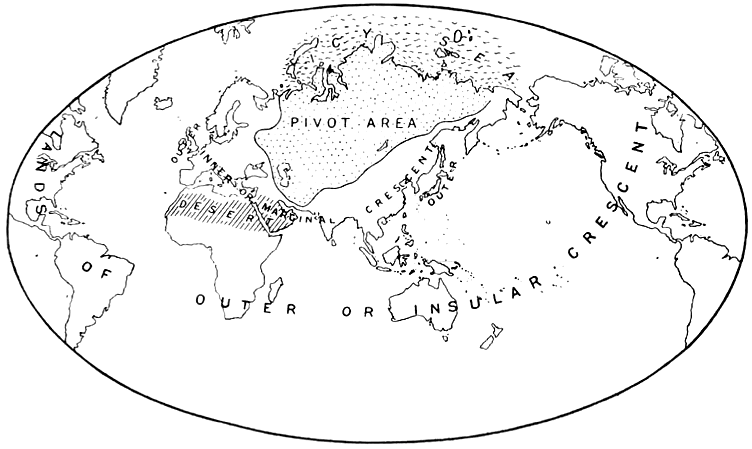
Карта Гартленду, опублікована у роботі Маккіндера

Хартле́нд або Гартле́нд (англ. Heartland Theory — теорія серцевинної землі, стрижневого району; «серце світу» раніше — англ. Pivot area — осьовий ареал) — геополітична концепція, яка стверджує, що контроль над гартлендом дає можливість контролювати світ.
Уперше поняття вжив Маккіндер у статті «Географічна вісь історії» 1904 року, а 1919 року у праці «Демократичні ідеали і реальність» з'явилося поглиблене визначення «вісь історії».

## Пояснення
Маккіндер приділяв таку увагу гартленду, тому що цей регіон найбільший, найбагатший і найзаселеніший, загалом утворює величезний економічний світ і не має прямого зв'язку з океанською торгівлею.
Маккіндер на карті світу виділив Європу й Азію, назвавши їх світовим островом (англ. World-Island). У його центрі знаходиться гартленд. Складається зі Східної Європи, Росії, Центральної Азії, захищений внутрішнім півмісяцем — Сибір, Гімалаї, пустеля Ґобі, Тибет.
Цей острів оточується великим внутрішнім півмісяцем, що складається з Німеччини, Австрії, Туреччини, Індії й Китаю. А за внутрішнім іде зовнішній півмісяць: Британія, Південна Африка, Австралія, Сполучені Штати, Канада, Японія.
Разом з описом гартленду, Маккіндер сформулював основну ідею концепції:
|  | Хто контролює Східну Європу, той керує Хартлендом Хто контролює Хартленд, той керує Світовим островом Хто контролює Світовий острів, той керує Світом Оригінальний текст (англ.) Who rules East Europe commands the Heartland Who rules the Heartland commands the World-Island Who rules the World-Island commands the World. |